# Гайден (Німеччина)
Гайден (нім. Heiden) — громада в Німеччині, знаходиться в землі Північний Рейн-Вестфалія. Підпорядковується адміністративному округу Мюнстер. Входить до складу району Боркен.
Площа — 53,39 км2. Населення становить 8204 ос. (станом на 31 грудня 2020).